# Werner Friese
 (septembre 2016).
Si vous disposez d'ouvrages ou d'articles de référence ou si vous connaissez des sites web de qualité traitant du thème abordé ici, merci de compléter l'article en donnant les références utiles à sa vérifiabilité et en les liant à la section « Notes et références ».
Pour les articles homonymes, voir Friese.
Werner Friese est un footballeur est-allemand, né le 30 mars 1946 à Dresde et mort le 28 septembre 2016.

## Biographie
En tant que gardien, il n’eut aucune sélection avec la RDA. Bien qu’étant dans la liste de Georg Buschner, le sélectionneur est-allemand, pour la Coupe du monde de football de 1974, en Allemagne de l'Ouest, il ne joua aucun match, étant le troisième gardien, derrière Jürgen Croy et Wolfgang Blochwitz. 
Il a joué dans trois clubs est-allemands : le Dresdner SC, puis le Lokomotive Leipzig et pour finir le Chemie Böhlen.
Avec le premier, il ne remporte rien. Avec le second, il remporte la D2 est-allemande en 1970 ainsi qu’une coupe d’Allemagne de l’Est en 1976 mais il fut finaliste à trois reprises (1970, 1973 et 1977). Avec le dernier, il remporta la D2 est-allemande.
Il fut entraîneur de football. De 1986 à 1989, il dirigea le VfB Germania Halberstadt. Il fut entraîneur des gardiens à l'Eintracht Francfort ainsi que du SG Dynamo Dresde.

## Clubs
- 1964-1968 :  Dresdner SC
- 1968-1979 :  Lokomotive Leipzig
- 1979-1981 :  Chemie Böhlen

## Palmarès
- Championnat de RDA de football D2

- - Champion en 1970 et en 1980
- Coupe d'Allemagne de l'Est de football
  - Vainqueur en 1976
  - Finaliste en 1970, en 1973 et en 1977